# Scorre la Senna
Scorre la Senna (in lingua originale Coule la Seine) è una raccolta di tre racconti della scrittrice francese Fred Vargas, illustrato dal disegnatore Edmond Baudoin. Le tre storie, Salute e libertà (Salut et liberté), Una notte efferata (La Nuit des brutes) e Cinque franchi l'una (Cinq francs pièce) sono ambientate a Parigi lungo il corso della Senna e vedono come protagonisti il commissario Adamsberg e il capitano Danglard.

## Storia editoriale
I tre racconti sono apparsi singolarmente:
Salute e libertà è stato pubblicato su Le Monde nel 1997, La notte efferata nella raccolta Contes noirs de fin de siècle (Editions Fleuve Noir, Parigi, 1999), Cinque franchi l'una, in Des mots pour la vie (Editions Pocket, Parigi, 2000)
.
Nel 2002 sono stati raccolti dall'editore Viviane Hamy nel libro Coule la Seine con illustrazioni inedite di Edmond Baudoin
.

## Edizioni
- (FR) Fred Vargas, Coule la Seine, illustrazioni di Baudoin, Viviane Hamy, 2002,  p. 120, ISBN 978-2-87858-166-9.
- (FR) Fred Vargas, Coule la Seine, illustrazioni di Baudoin, Éditions J'ai lu, 2008,  p. 127.
- Fred Vargas, Scorre la Senna, illustrazioni di Baudoin, Einaudi Stile Libero Big, Einaudi editore, 2009,  p. 95, ISBN 978-88-06-20006-0.
- Fred Vargas, Scorre la Senna, illustrazioni di Baudoin, traduzione di Margherita Botto, Einaudi ET, Einaudi editore, 2012,  p. 95, ISBN 978-88-06-21031-1.